# Idolomorpha
Idolomorpha (лат.) — род богомолов из семейства эмпузовых (Empusidae). 4 вида.

## Описание
Встречаются в Афротропической зоогеографической области: в Африке и на Мадагаскаре. Проторакс продольный (в несколько раз длиннее своей ширины). Усики самцов гребенчатые. Вершина головы имеет выступ.
В род включает 4 вида:
- Idolomorpha dentifrons Saussure & Zehntner, 1895 — Занзибар, Кения, Мозамбик, Сомали, Судан, Танзания, Уганда, Эфиопия, ЮАР (на территории бывших провинций Капской и Трансвааля), Sikumba
- Idolomorpha lateralis (Burmeister, 1838)typus — Ангола, Буркина-Фасо, Гана, Камерун, Кения, Кот-д’Ивуар, Либерия, Мозамбик, Сенегал, Сьерра-Леоне, Судан, Танзания, Того

=Empusa lateralis Burmeister, 1838
=Empusa defoliata Serville, 1839
=Empusa spinifrons Saussure, 1859 — Сенегал
- Idolomorpha madagascariensis Westwood, 1889 — Мадагаскар
- Idolomorpha sagitta Sjostedt, 1900 — Республика Конго